# 1974 في فرنسا
فيما يلي قوائم الأحداث التي وقعت خلال عام 1974 في فرنسا.

## أحداث
- 3 مارس – الخطوط الجوية التركية الرحلة 981
- 1 يناير – مهرجان أنغولم الدولي للقصص المصورة

## سياسة

### تعيين في المنصب
- 27 فبراير – جاك شيراك وزير الداخلية،رئيس الوزراء الفرنسي.
- 3 أبريل – آلان بوهر رئيس فرنسا.
- 27 مايو – سيمون فاي وزيرة الصحة.
- 27 مايو – فاليري جيسكار ديستان رئيس فرنسا.

### انتهاء فترة المنصب
- 1 يناير – ميشال جوبرت وزير الشؤون الخارجية  [لغات أخرى]‏.
- 27 فبراير – جاك شيراك وزير الزراعة والتنمية الريفية، وزير الداخلية.
- 2 أبريل – جورج بومبيدو رئيس فرنسا.
- 27 مايو – آلان بوهر رئيس فرنسا.
- 27 مايو – فاليري جيسكار ديستان وزير الاقتصاد والمالية والصناعة  [لغات أخرى]‏.
- 8 يوليو – برنار ديستريمو نائب فرنسي.

## رياضة
- 1 يناير – دورة فرنسا المفتوحة 1974
- 7 يوليو – جائزة فرنسا الكبرى 1974 الفائز روني بيترسون.

## أفلام
من الأفلام التي صدرت هذه السنة في فرنسا:
- 1 يناير – أماركورد من إخراج فيديريكو فليني.
- 1 يناير – ليالي عربية من إخراج بيير باولو بازوليني.
- 26 يونيو – إيمانويل من إخراج جاست جاكين.
- 16 ديسمبر – بابيلون من إخراج فرانكلين شافنر.

## برامج ومسلسلات وأنمي
- كاليميرو

## مواليد

### يناير
- 1 يناير – بيير كوتريو مصوّر سينمائي فرنسي.
- 10 يناير – ستيف مارليت لاعب كرة قدم فرنسي.
- 13 يناير – فريديريك باتويلارد لاعب كرة قدم فرنسي.
- 20 يناير – فلوريان موريس لاعب كرة قدم فرنسي.
- 23 يناير – برنار ديوميد لاعب كرة قدم فرنسي.
- 31 يناير – أري أبيتان ممثل فرنسي.

### فبراير
- 3 فبراير – فلوريان روسو
- 11 فبراير – سيباستيان هينو درّاج طريق فرنسي.
- 12 فبراير – ميريلين سالفتات متسابقة دراجات فرنسية.
- 26 فبراير – سيباستيان لوب سائق رالي فرنسي.
- 28 فبراير – علي بادو

### مارس
- 2 مارس – باتريس هالجاند درّاج طريق فرنسي.

### أبريل
- 5 أبريل – جوليان بوتيه لاعب كرة مضرب فرنسي.
- 11 أبريل – فرانك رينييه درّاج طريق فرنسي.
- 18 أبريل – أوليفييه بيسانسينوه سياسي فرنسي.
- 24 أبريل – أنتوني لانجيلا

### مايو
- 10 مايو – سيلفان ويلتورد لاعب كرة قدم فرنسي.
- 10 مايو – كوينتين الياس
- 28 مايو – روميان دوريس ممثل فرنسي.

### يونيو
- 6 يونيو – غيوم ميسو كاتب وروائي فرنسي.
- 10 يونيو – كريستوف باسونس درّاج طريق فرنسي.
- 26 يونيو – داميان نازون درّاج طريق فرنسي.

### يوليو
- 10 يوليو – نسيم أكرور لاعب كرة قدم جزائري.
- 12 يوليو – أوليفييه آدم
- 13 يوليو – رونان لوكروم لاعب كرة قدم فرنسي.

### أغسطس
- 4 أغسطس – جان كريستوف روفير لاعب كرة قدم فرنسي.
- 10 أغسطس – ديفيد سوميل لاعب كرة قدم فرنسي.

### سبتمبر
- 16 سبتمبر – فريديريك دا روكا لاعب كرة قدم فرنسي.
- 20 سبتمبر – دينيس رينو
- 21 سبتمبر – تيدي ريتشيرت لاعب كرة قدم فرنسي.
- 25 سبتمبر – أوليفر داكورت لاعب كرة قدم فرنسي.

### أكتوبر
- 7 أكتوبر – هيرفيه أليكارت لاعب كرة قدم فرنسي.
- 12 أكتوبر – ويلي غروندين لاعب كرة قدم فرنسي.
- 24 أكتوبر – سير سيدريك كاتب فرنسي.
- 24 أكتوبر – فريديريك فوريت لاعب كرة قدم فرنسي.

### نوفمبر
- 3 نوفمبر – طارق عبد الواحد
- 4 نوفمبر – جيروم ليروي لاعب كرة قدم فرنسي.
- 29 نوفمبر – سيريل ديسيل درّاج طريق فرنسي.
- 30 نوفمبر – أرنو فنسنت متسابق دراجات نارية فرنسي.

### ديسمبر
- 3 ديسمبر – ماري دروكير
- 5 ديسمبر – كريستيل دوناي
- 6 ديسمبر – ستيفان أوجيه درّاج طريق فرنسي.
- 13 ديسمبر – ديفيد جمالي لاعب كرة قدم تونسي.
- 17 ديسمبر – يانيك فيتشر لاعب كرة قدم فرنسي.
- 20 ديسمبر – كارلوس دا كروز درّاج طريق فرنسي.
- 30 ديسمبر – خليلو فاديغا لاعب كرة قدم سنغالي.

## وفيات

### يناير
- 1 يناير – جورج لو كلارك (مواليد 1903) منافِس أوليمبي فرنسي.

### فبراير
- 25 فبراير – بول ديشان (مواليد 1888)

### مارس
- 5 نوفمبر – مارسيل كوهين (مواليد 1884)
- 18 أبريل – مارسيل بانيول (مواليد 1895)

### أبريل
- 2 أبريل – جورج بومبيدو (مواليد 1911)
- 18 أبريل – مارسيل بانيول (مواليد 1895)

### مايو
- 21 مايو – هنري نيكولون ديزابييه (مواليد 1898)

### نوفمبر
- 5 نوفمبر – مارسيل كوهين (مواليد 1884)